# 百村茂樹
百村 茂樹（ももむら しげき、1957年6月17日 - ）は、元アマチュア野球選手である。ポジションは内野手、外野手。

## 来歴・人物
天理高等学校では一塁手、四番打者として活躍し、1975年春夏の甲子園に出場。春の選抜は、1回戦で小山高を降すが、次く2回戦で掛川西高に敗れた。夏の選手権は準々決勝に進むが、続木敏之、片岡大蔵らのいた新居浜商に敗退。高校同期に外野手、控え投手の猪口明宏がいた。
高校卒業後は明治大学に入学。東京六大学野球リーグでは2回優勝、1978年の秋季リーグではベストナイン（外野手）に選ばれた。1979年の春季リーグではサイクルヒットを放つ。
大学卒業後は社会人野球の日本生命に入団した。1981年の社会人野球日本選手権では、佐藤清、佐竹政和らと強力打線を組み準決勝に進むが、大昭和製紙北海道に敗退。この大会では優秀選手賞を獲得した。